# 小屋丸 冬と春
『小屋丸 冬と春』（こやまるふゆとはる、KOYAMARU l'hiver et le printemps）は、2010年10月2日公開の映画。『越後妻有アートトリエンナーレ 大地の芸術祭2009』正式出品、フランス『シネマ・ドゥ・レアル映画祭』正式出品。また続編として『小屋丸 夏と秋』（こやまるなつとあき）も製作されている。

## 概要
日本の新潟県十日町市小屋丸の限界集落を舞台にした16mm白黒フィルム撮影のドキュメンタリー映画で、フランスの芸術家ジャン＝ミシェル・アルベローラ初監督作品。2003年に第2回『越後妻有アートトリエンナーレ』で小屋丸の集落に世界最小の美術館『リトル・ユートピアンハウス』を制作、この際、山奥の小さな集落に感銘を受け、2007年から2年間の計10回に渡りパリから来日して密着したロケをし人々の生活と越後の自然を撮影し続け、望郷の念を思い起こさせるモノクロフィルムで映像化された。
2009年に『越後妻有アートトリエンナーレ 大地の芸術祭2009』で公開された映画『小屋丸』はリトル・ユートピアンハウスにも恒久設置され、2010年10月2日より『小屋丸 冬と春』として渋谷・ユーロスペースでの一般館公開以降、大阪・第七藝術劇場でも公開、またヨーロッパのテレビ局アルテが放送権を買取し放送された。
続編として『小屋丸 夏と秋』も製作され、2010年8月上映が一旦中止になったものの、2010年9月22日に十日町シネマパラダイスでプレミア上映されている。
キャッチコピーは「パリの街と新潟の里山が映画でつながる」「なつかしいユートピアがここにある」。

## 出演者
小屋丸の住民の皆さん
- 柳昇
- 柳ミチ
- 柳福門
- 柳啓一郎
- 柳キミエ
- 慕井湖ストヤーノフ
- マルーシ・ペイショト・ストヤーノフ
- ミシャエル・ペイショト・ストヤーノフ
- ミカエラ・ペイショト・ストヤーノフ
- ミレナ・ストヤーノフ
- ジフカ・アンドレーヴァ・ストイコヴァ

声の出演
- 北川フラム（大地の芸術祭 越後妻有アートトリエンナーレ 総合ディレクター）
- 祖田修（京都大学名誉教授）

## スタッフ
- 監督・撮影 - ジャン＝ミシェル・アルベローラ（Jean-Michel Alberola）
- 監督助手 - ジョナタン・ルビン
- 現地 - コーディネーター大木彩子（『大地の芸術祭』事務局）
- 技術 - ジャン＝ミシェル・アルベローラ、ジョナタン・ルビン
- 録音 - ジョナタン・ルビン
- 録音・編集 - ジョナタン・ルビン、シモン・アポストル
- 編集 - シモン・アポストル
- 協力 - 在日フランス大使館（ブリジット・ブルーセル、エレーヌ・ケルマッチャー）、ギュルチュールフランス（アラン・ノレドー）、アートフォロントギャラリー（北川フラム、前田礼、熊谷靖成）、こへび隊（田中佐和子）、まつだい『農舞台』
- 制作 - ミラージュイリミテ、ドミニク・ベロワール
- 後援 - 在日フランス大使館、十日町市
- 助成 - アントワーヌ・ド・ガルベール財団、カルチャーフランス、フランス基金
- 宣伝 - スリーピン
- 製作 - ミラージュイリミテ、ジャン＝ミシェル・アルベローラ
- 配給 - NPO法人越後妻有里山協働機構